# Luci Hortensi (llegat)
Luci Hortensi (en llatí Lucius Hortensius) va ser un militar romà del segle i aC.
Era legat de Luci Corneli Sul·la a la primera guerra contra Mitridates VI Eupator del Pont. Va tenir una actuació molt destacada a la batalla de Queronea de l'any 86 aC. El mencionen Plutarc i Dió Cassi.